# Calothamnus kalbarriensis
Calothamnus kalbarriensis är en myrtenväxtart som beskrevs av Trevor J. Hawkeswood. Calothamnus kalbarriensis ingår i släktet Calothamnus och familjen myrtenväxter. Inga underarter finns listade i Catalogue of Life.